# Carex corrugata
Carex corrugata är en halvgräsart som beskrevs av Merritt Lyndon Fernald. Carex corrugata ingår i släktet starrar, och familjen halvgräs. Inga underarter finns listade i Catalogue of Life.